# Cerura optima
Cerura optima är en fjärilsart som beskrevs av Felix Bryk 1953. Cerura optima ingår i släktet Cerura och familjen tandspinnare. Inga underarter finns listade i Catalogue of Life.